# Speodesmus tuganbius
Speodesmus tuganbius är en mångfotingart som först beskrevs av Chamberlin 1952.  Speodesmus tuganbius ingår i släktet Speodesmus och familjen plattdubbelfotingar. Inga underarter finns listade i Catalogue of Life.